# Waldemar Victorino
Waldemar Barreto Victorino (Montevideo, 22 maggio 1952 – Montevideo, 29 agosto 2023) è stato un calciatore uruguaiano, di ruolo attaccante.

## Biografia
Nato a Montevideo nel 1952 in una famiglia di umili origini, da ragazzo svolse anche diversi lavori quali l'addestratore di cani e lo scaricatore al Mercato Modelo della capitale uruguaiana.
Per la sua abilità da "predatore" di palloni nell'area avversaria venne soprannominato El Piscador. Le sue prestazioni sia con la Celeste, sia con il Nacional in Giappone nell'Intercontinentale ispirarono Yōichi Takahashi alla creazione del personaggio di Ruben Pablo Victorino, l'attaccante uruguaiano nel suo più famoso manga Capitan Tsubasa, noto in Occidente con il nome Holly e Benji.
Venendo eletto miglior giocatore della Coppa Intercontinentale del 1980, prima edizione sponsorizzata dalla Toyota, fu il primo giocatore a portarsi a casa una vettura della casa automobilistica giapponese.
In Italia e soprattutto a Cagliari, complice la sfortunata avventura in Sardegna, è ricordato in maniera bonariamente negativa, venendo inserito tra i più eclatanti bidoni della storia della Serie A e tra i più clamorosi flop del calciomercato. Ciò gli permise di essere citato anche in alcune opere bibliografiche. A lui è infatti dedicato un capitolo del libro del giornalista Paolo Piras "Bravi&Camboni", libro che racchiude brevi biografie di campioni e delusioni della squadra rossoblù e una delle "1001 storie e curiosità sul grande Cagliari che dovresti conoscere", scritto da Gabriele Lippi in occasione del centenario del club.
Il 29 agosto 2023 all'età di 71 anni, ormai afflitto da problemi personali ed economici, decise di togliersi la vita con un colpo d'arma da fuoco. Venne portato in ospedale in fin di vita e ricoverato nel reparto di terapia intensiva ma morì diverse ore dopo. Le sue ceneri riposano al Gran Parque Central, lo stadio del Nacional, il club con il quale si consacrò.

## Carriera

Victorino (a sinistra) in azione con l'Uruguay nel 1980, contrastato dall'italiano Collovati.

Iniziò a giocare nelle serie minori uruguaiane da semiprofessionista, quando ancora si divideva tra campo e il lavoro di scaricatore al mercato, militando in veri e propri campionati dei quartieri. Dal 1969 giocò nelle file del Cerro, mentre nel 1974 approdò al Progreso in seconda divisione, inizialmente come regista di centrocampo ma poi William Martínez, l'allenatore dell'epoca, a causa dell'infortunio del centravanti titolare lo mise in attacco e riuscì ad emergere in questo ruolo. Passò quindi al River Plate di Montevideo e nel 1976 arrivò anche la prima convocazione nella nazionale uruguaiana, precisamente il 9 giugno, quando la Celeste venne travolta per 0-3 dall'Argentina, in un match valido per la III edizione della Coppa dell'Atlantico.
Continuò comunque a ben figurare in campionato e nonostante le lusinghe del Peñarol rifiutò per accasarsi nel 1978 al Nacional, squadra da lui tifata da bambino. Con el Decano avvenne il salto di qualità definitivo e al termine del campionato 1979 Victorino fu, con 19 reti, capocannoniere della stagione.
L'anno d'oro fu il 1980: con il Nacional vinse il titolo nazionale e la Coppa Libertadores, battendo in finale i brasiliani dell'Internacional di Porto Alegre. Dopo che la gara di andata, il 30 luglio in Brasile, si chiuse 0-0, Victorino decise il match di ritorno: il 6 agosto, al Centenario di Montevideo fu proprio lui a siglare al 35' la rete che decise la sfida contro i brasiliani.
Sul finire dell'anno prese avvio in Uruguay la Coppa d'Oro dei Campioni del Mondo, meglio nota come Mundialito, torneo che poneva di fronte le squadre fino ad allora vincitrici del mondiale di calcio, indetto per celebrare il cinquantenario del primo campionato del mondo. La Celeste dominò il torneo e Victorino ne fu il protagonista: el Piscador, che nel frattempo annunciò il ritiro dalla nazionale al termine della manifestazione, segnò una rete in ambedue le partite del primo turno (vinte entrambe per 2-0, contro Paesi Bassi e Italia) e nella finale contro il Brasile. Qui, il 10 gennaio 1981, Victorino realizzò il goal decisivo con cui l'Uruguay batte 2-1 il Brasile e fece suo il Mundialito.
Lasciata la nazionale, non finirono le soddisfazioni per la punta uruguagia. Poco più di un mese dopo, l'11 febbraio, il Nacional giocò a Tokyo contro il Nottingham Forest per la Coppa Intercontinentale: Victorino fu nuovamente protagonista e dopo appena 10 minuti segnò la rete con cui la Tricolor liquidò gli inglesi, ricevendone in cambio la nomina come miglior giocatore della finale. Dopo il biennio trionfale col Nacional, nello stesso 1981 Victorino decise di cambiare aria: andò in Colombia, al Deportivo Cali, ma la parentesi con gli Azucareros fu breve e già nel 1982 fece ritorno al Nacional, con il quale disputò la Liguilla e la Copa de Oro.
Nello stesso anno Victorino giunse in Italia, acquistato dal Cagliari in vista della stagione 1982-1983. Le premesse per un'ottima stagione c'erano tutte: el Piscador ben impressionò i dirigenti sardi proprio durante il Mundialito di due anni prima, mentre il selezionatore azzurro Bearzot salutò l'arrivo di Victorino in Italia come uno dei "colpi" di mercato. Invece la stagione dell'uruguaiano fu nettamente al di sotto delle aspettative: nel Cagliari Victorino iniziò discretamente in Coppa Italia (7 presenze e 2 gol) ma fu disastroso in campionato (10 presenze e zero gol). El Piscador appariva irriconoscibile, tanto che iniziarono a circolare voci e leggende metropolitane che sostennero che il giocatore avrebbe avuto dieci anni in più di quanto dichiarato o che quello giunto in Italia non era il Victorino autentico, bensì il fratello. Più verosimilmente si parlò di problemi di salute, oltre che di una carriera ormai in parabola discendente.
Al termine della stagione Victorino lasciò la Sardegna e tornò in Sudamerica, approdando alla corte degli argentini del Newell's Old Boys. Nel 1985 cambiò squadra ma restò in Argentina: fu la volta del Colón di Santa Fe, poi el Piscador decise di chiudere cambiando nuovamente Paese. Nella stagione 1986-1987 andò in Ecuador, alla Liga Deportiva Universitaria di Portoviejo; quindi decise di concludere la carriera di calciatore. Dopo il ritiro Victorino lavorò come allenatore nelle giovanili del Nacional e come procuratore, ma anche come imprenditore nelle colline dove crebbe e dove progressivamente si ritirò a vita privata.

## Statistiche

### Cronologia presenze e reti in nazionale
| Cronologia completa delle presenze e delle reti in nazionale ― Uruguay | Cronologia completa delle presenze e delle reti in nazionale ― Uruguay | Cronologia completa delle presenze e delle reti in nazionale ― Uruguay | Cronologia completa delle presenze e delle reti in nazionale ― Uruguay | Cronologia completa delle presenze e delle reti in nazionale ― Uruguay | Cronologia completa delle presenze e delle reti in nazionale ― Uruguay | Cronologia completa delle presenze e delle reti in nazionale ― Uruguay | Cronologia completa delle presenze e delle reti in nazionale ― Uruguay |
| Data                                                                   | Città                                                                  | In casa                                                                | Risultato                                                              | Ospiti                                                                 | Competizione                                                           | Reti                                                                   | Note                                                                   |
| ---------------------------------------------------------------------- | ---------------------------------------------------------------------- | ---------------------------------------------------------------------- | ---------------------------------------------------------------------- | ---------------------------------------------------------------------- | ---------------------------------------------------------------------- | ---------------------------------------------------------------------- | ---------------------------------------------------------------------- |
| 9-6-1976                                                               | Montevideo                                                             | Uruguay                                                                | 0 – 3                                                                  | Argentina                                                              | Coppa dell'Atlantico 1976                                              | -                                                                      | 46’                                                                    |
| 15-10-1976                                                             | Bogotà                                                                 | Colombia                                                               | 1 – 2                                                                  | Uruguay                                                                | Amichevole                                                             | 1                                                                      |                                                                        |
| 20-10-1976                                                             | Quito                                                                  | Ecuador                                                                | 2 – 2                                                                  | Uruguay                                                                | Amichevole                                                             | 2                                                                      |                                                                        |
| 24-11-1976                                                             | Montevideo                                                             | Uruguay                                                                | 0 – 0                                                                  | Perù                                                                   | Amichevole                                                             | -                                                                      |                                                                        |
| 4-1-1977                                                               | Montevideo                                                             | Uruguay                                                                | 1 – 1                                                                  | Ecuador                                                                | Amichevole                                                             | -                                                                      |                                                                        |
| 12-1-1977                                                              | Asunción                                                               | Paraguay                                                               | 1 – 1                                                                  | Uruguay                                                                | Copa Artigas 1977                                                      | -                                                                      |                                                                        |
| 23-1-1977                                                              | Montevideo                                                             | Uruguay                                                                | 2 – 1                                                                  | Paraguay                                                               | Copa Artigas 1977                                                      | -                                                                      |                                                                        |
| 27-2-1977                                                              | La Paz                                                                 | Bolivia                                                                | 1 – 0                                                                  | Uruguay                                                                | Qual. Mondiali 1978                                                    | -                                                                      |                                                                        |
| 31-5-1979                                                              | Fortaleza                                                              | Brasile                                                                | 5 – 1                                                                  | Uruguay                                                                | Amichevole                                                             | 1                                                                      | 71’                                                                    |
| 11-7-1979                                                              | Santiago del Cile                                                      | Cile                                                                   | 1 – 0                                                                  | Uruguay                                                                | Copa Juan Pinto Duràn 1979                                             | -                                                                      |                                                                        |
| 18-7-1979                                                              | Montevideo                                                             | Uruguay                                                                | 2 – 1                                                                  | Cile                                                                   | Copa Juan Pinto Duràn 1979                                             | 1                                                                      |                                                                        |
| 30-5-1979                                                              | Lima                                                                   | Perù                                                                   | 2 – 0                                                                  | Uruguay                                                                | Amichevole                                                             | -                                                                      |                                                                        |
| 5-9-1979                                                               | Quito                                                                  | Ecuador                                                                | 2 – 1                                                                  | Uruguay                                                                | Coppa America 1979 - 1º turno                                          | 1                                                                      |                                                                        |
| 16-9-1979                                                              | Montevideo                                                             | Uruguay                                                                | 2 – 1                                                                  | Ecuador                                                                | Coppa America 1979 - 1º turno                                          | 1                                                                      | 36’                                                                    |
| 20-9-1979                                                              | Asunción                                                               | Paraguay                                                               | 0 – 0                                                                  | Uruguay                                                                | Coppa America 1979 - 1º turno                                          | -                                                                      |                                                                        |
| 15-3-1980                                                              | Milano                                                                 | Italia                                                                 | 1 – 0                                                                  | Uruguay                                                                | Amichevole                                                             | -                                                                      |                                                                        |
| 18-3-1980                                                              | Bruxelles                                                              | Belgio                                                                 | 2 – 0                                                                  | Uruguay                                                                | Amichevole                                                             | -                                                                      | 70’                                                                    |
| 22-3-1980                                                              | Sarajevo                                                               | Jugoslavia                                                             | 2 – 1                                                                  | Uruguay                                                                | Amichevole                                                             | -                                                                      |                                                                        |
| 26-3-1980                                                              | Esch-sur-Alzette                                                       | Lussemburgo                                                            | 0 – 1                                                                  | Uruguay                                                                | Amichevole                                                             | 1                                                                      | 46’                                                                    |
| 27-8-1980                                                              | Fortaleza                                                              | Brasile                                                                | 1 – 0                                                                  | Uruguay                                                                | Amichevole                                                             | -                                                                      |                                                                        |
| 9-11-1980                                                              | Cochabamba                                                             | Bolivia                                                                | 1 – 3                                                                  | Uruguay                                                                | Amichevole                                                             | 1                                                                      |                                                                        |
| 12-11-1980                                                             | Lima                                                                   | Perù                                                                   | 1 – 1                                                                  | Uruguay                                                                | Amichevole                                                             | -                                                                      |                                                                        |
| 8-12-1980                                                              | Montevideo                                                             | Uruguay                                                                | 6 – 0                                                                  | Finlandia                                                              | Amichevole                                                             | -                                                                      | 46’                                                                    |
| 11-12-1980                                                             | Maldonado                                                              | Uruguay                                                                | 5 – 0                                                                  | Bolivia                                                                | Amichevole                                                             | 1                                                                      |                                                                        |
| 18-12-1980                                                             | Montevideo                                                             | Uruguay                                                                | 4 – 0                                                                  | Svizzera                                                               | Amichevole                                                             | -                                                                      |                                                                        |
| 30-12-1980                                                             | Montevideo                                                             | Uruguay                                                                | 2 – 0                                                                  | Paesi Bassi                                                            | Mundialito - 1º turno                                                  | 1                                                                      |                                                                        |
| 3-1-1981                                                               | Montevideo                                                             | Uruguay                                                                | 2 – 0                                                                  | Italia                                                                 | Mundialito - 1º turno                                                  | 1                                                                      | 45’                                                                    |
| 10-1-1981                                                              | Montevideo                                                             | Uruguay                                                                | 2 – 1                                                                  | Brasile                                                                | Mundialito - Finale                                                    | 1                                                                      |                                                                        |
| 29-4-1981                                                              | Santiago del Cile                                                      | Cile                                                                   | 1 – 2                                                                  | Uruguay                                                                | Copa Juan Pinto Duràn 1981                                             | -                                                                      |                                                                        |
| 15-7-1981                                                              | Montevideo                                                             | Uruguay                                                                | 0 – 0                                                                  | Cile                                                                   | Copa Juan Pinto Duràn 1981                                             | -                                                                      |                                                                        |
| 9-8-1981                                                               | Montevideo                                                             | Uruguay                                                                | 3 – 2                                                                  | Colombia                                                               | Qual. Mondiali 1982                                                    | -                                                                      | 80’                                                                    |
| 23-8-1981                                                              | Montevideo                                                             | Uruguay                                                                | 1 – 2                                                                  | Perù                                                                   | Qual. Mondiali 1982                                                    | 1                                                                      |                                                                        |
| 6-9-1981                                                               | Lima                                                                   | Perù                                                                   | 0 – 0                                                                  | Uruguay                                                                | Qual. Mondiali 1982                                                    | -                                                                      |                                                                        |
| 13-9-1981                                                              | Bogotà                                                                 | Colombia                                                               | 1 – 1                                                                  | Uruguay                                                                | Qual. Mondiali 1982                                                    | 1                                                                      |                                                                        |
| Totale                                                                 |                                                                        | Presenze                                                               | 34                                                                     |                                                                        | Reti                                                                   | 15                                                                     |                                                                        |

## Palmarès

### Club

#### Competizioni nazionali
- Campionato uruguaiano: 1

Nacional: 1980

#### Competizioni internazionali
- Coppa Libertadores: 1

Nacional: 1980
- Coppa Intercontinentale: 1

Nacional: 1980

### Nazionale
- Coppa d'Oro dei Campioni del Mondo: 1

1980

### Individuale
- Capocannoniere del Campionato uruguaiano: 1

1979 (19 gol)
- Capocannoniere della Coppa Libertadores: 3

1980 (6 gol)
- Migliore calciatore della Coppa Intercontinentale: 1

1980
- Capocannoniere del Mundialito: 1

1980 (3 gol)
- Capocannoniere del campionato ecuadoriano: 1

1987 (23 gol)